# 4031 Mueller
4031 Mueller là một tiểu hành tinh trong họ Hungaria, được đặt theo tên của nhà thiên văn học Jean Mueller. Được phát hiện ngày 12 tháng 2 năm 1985 bởi Carolyn S. Shoemaker ở Đài thiên văn Palomar bằng camera 18" Schmidt, tên ban đầu là 1985 CL.